# Dog, el cazarrecompensas
DOG, el cazarrecompensas (en inglés, DOG, The Bounty Hunter) es un reality show sobre Duane 'Dog' Chapman y su familia, quienes se dedican a atrapar a quienes huyen de la ley. La serie fue lanzada en abril de 2003 y llegó a ser la serie más vista en los Estados Unidos.

## Duane Chapman
Duane Lee "Dog" Chapman, nacido el 2 de febrero de 1953 (72 años), es un cazarrecompensas y agente de fianzas; es el mayor de cuatro hermanos. En 1976 Dog fue condenado por asesinato en primer grado en Texas y sentenciado a cinco años de prisión. Estuvo 18 meses en la penitenciaria estatal de Texas. Mientras estaba en la cárcel, su primera esposa La Fonda se divorció de él y se casó con su mejor amigo. Fue mientras cumplía sentencia que decidió convertirse en cazador de recompensas.

## Familia
Su primer hijo, Christopher Michael Hecht, nació fruto de una relación de adolescencia con Debbie White. Dog no sabía de la existencia de su hijo; quien fue dado en adopción después del suicidio de Debbie. Christopher se reunió con Dog gracias a que su abuela, quien contacto con él.
Dog se casó con La Fonda Sue Honeycutt el 1 de abril de 1972 en Pampa, Texas. Se divorciaron en octubre de 1977 mientras él estaba en prisión. 
Tuvieron dos hijos, Duane Lee Chapman II y Lelang Chapman, quienes no vieron a su padre hasta que tuvieron 11 y 8 años respectivamente. Cuando eran adolescentes Dog consiguió su custodia. 
El 22 de agosto de 1979 se casó con Anne M. Tegnell, pero se divorciaron en agosto de 1982. Tuvieron tres hijos: Zebediah Duane Chapman, quien murió al poco de nacer, Wesley Chapman y J.R "James" Chapman.  Wesley y J.R crecieron con su madre en Utah.
El 22 de julio de 1982 se casó con Lyssa Rae Brittain y se divorciaron en noviembre de 1991. Tuvieron tres hijos: Barbara Katie "B.K" Chapman, quien murió el 19 de mayo de 2006 en un accidente de tráfico en Fairbanks, Tucker Dee Chapman y "Baby Lyssa" Rae Chapman. Dog tenía su custodia aunque las chicas se fueron a vivir con su madre en la adolescencia. 
En 1992 se casó con Tawny Marie, con quien no tuvo hijos y se divorciaron en 1994
El 20 de mayo de 2006 se casó con Alice Elizabeth "Beth" Barmore;l,  a quien conoció en 1986. Durante los siguientes 10 años tuvieron una relación intermitente casándose con otras personas. Beth tenía dos hijos de relaciones anteriores: el mayor Dominic Davis, a quien dio en adopción, y Cecily Barmore-Chapman (hija del primer matrimonio de Beth con el mejor amigo del colegio de Dog), quien fue adoptada por Dog. Además, tienen dos hijos: Bonnie Joanne Chapman y Garry Chapman.

## DVD lanzados
| Nombre de DVD (en Estados Unidos)                                                                                                 | N.º | Fecha de lanzamiento    | Información adicional                                                                                                   |
| --- | --- | ----------------------- | --- |
| The Best of Season 1 - Lo Mejor de la temporada 1                                                                                 | 7   | Enero, 25, 2005         | contiene: Take This Job, Repartos, Biografías y promos                                                                  |
| The Best of Season 2 - Lo Mejor de la temporada 2                                                                                 | 7   | Marzo, 29, 2006         | Features Repartos, Biografías y un vídeo emergente donde Dog enseña a ser un cazarrecompensas                           |
| The Wedding Special - Especial De Boda                                                                                            | 1   | Diciembre, 12, 2006     | Contiene: - El drama del anillo de bodas - Lesión de baile - Shopping con Beth - The Bow Wow Vow - Tributo a Dog Y Beth |
| The Best of Season 3 - Lo Mejor de la temporada 3                                                                                 | 8   | Febrero, 27, 2007       | Contiene: álbum de Fotos                                                                                                |
| The Arrest - El Arresto | 1   | Septiembre, 25, 2007    | - Contiene Escenes Adicionales y el Especial "Double Episode Year of the Dog"                                           |
| The Best of Season 4 - (Lo Mejor de la temporada 4)                                                                               | 8   | Agosto, 26, 2008        | |
| To Seize and Protect (The Best of Season 5) - Para Agarrar y Proteger (Lo Mejor de la temporada 5)                                | 8   | 8 de septiembre de 2009 | |
| Crime is on the Run (The Best of Season 6) - Crimen al Correr (Lo Mejor de la Temporada 6)                                        | 8   | Julio, 27, 2010         | |
| The Wild Ride Megaset - el Salvaje Paseo                                                                                          | 48  | Enero, 11, 2011         | 8 discos de Colección de Previo Lanzamiento: Lo Mejor desde La Temporada 1 a 6, "Especial De Boda" y "El Arresto"       |
| This Family Means Business (The Best of Season 7, Part 1) - Esta familia significa negocios (Lo Mejor de la Temporada 7, Parte 1) | 6   | Junio, 28, 2011         | |
| Christmas Has Gone to the Dog - La Navidad ha caído en Dog                                                                        | 2   | Octubre, 18, 2011       | Contiene dos episodios de Navidad con temas, uno de la temporada 3 y el otro de la temporada 6                          |
| Taking It to the Streets (The Best of Season 7, Part 2) - Tomando la calle (Lo Mejor de la temporada 7, parte 2)                  | 4   | Junio, 12, 2012         | |